# غريس ريموند هيبرد
غريس ريموند هيبرد (بالإنجليزية: Grace Raymond Hebard)‏، هي ناشطة اجتماعية أمريكية من وايومنغ، ولدت في 2 يوليو 1861 وتوفيت في أكتوبر 1936. اكتسبت مكانة بارزة لكونها مؤرخة، عالمة رائدة، كاتبة منتجة، متخصصة في الاقتصاد السياسي، معلمة في جامعة وايومنغ، ومنادية لحق المرأة في التصويت. زادت أهمية غريس كمؤرخة، نظرًا لترحالها لسنوات عبر جبال وسهول وايومنغ المرتفعة؛ باحثة عن روايات من مصادرها الأصلية، عن رواد وايومنغ الأوائل. واليوم، أحيانًا ما يطعن في كتبها المتحدثة عن تاريخ وايومنغ؛ بسبب كثرة تغزلها بالغرب القديم، مثيرة بذلك الشكوك بشأن دقة اكتشافاتها البحثية. خاصة أن استنتاجها أصبح موضع شك بعد عقود من البحث الميداني الذي مفاده أن ساكاجاويا (المشاركة في حملة لويس وكلارك) دفنت في محمية ويند ريفر الهندية.
رغم ذلك، لم تسمح هيبرد للنقاد بتقييدها. وكانت أول امرأة في مجلس أمناء جامعة وايومنغ، حيث مارست السلطة على شؤون الجامعة المالية، ورئيسها، وكلياتها. وامتد دورها في جامعة وايومنغ ليشمل تأسيس أول مكتبة للجامعة. علاوة على ذلك، شغلت هيبرد منصب بروفيسور لمدة 28 عامًا. فتحت آفاقًا جديدة عندما قبلت كأول امرأة في نقابة المحامين بولاية وايومنغ في عام 1898؛ ولممارسة العمل أمام المحكمة العليا في وايومنغ في عام 1914؛ وعينت من قبل زملائها، نائبًا لرئيس الجمعية الوطنية للمحاميات.
سواء كانت مهنية قانونية، أو تربوية، أو أنثوية، قاد أهل ولاية آيوا حركة المرأة الواحدة التقدمية التي تقودها. و بدا الرينج رايدر في حملته وهو يلقي الخطابات، ينظم روابط تاريخية، يعقد دروسًا في المواطنة للمهاجرين، يشارك في حركة المناضلين المحلية والقومية، يمارس الضغوط لأجل قوانين رعاية الطفل، يعمل كمتطوع في الصليب الأحمر، ويجوب البلاد لبيع سندات الحرب أثناء الحرب العالمية الأولى.

## معلومات عامة
ولدت غريس هيبرد في بلدة نهر الميسيسيبي بمدينة كلينتون بولاية آيوا، في 2 يوليو من عام 1861 لوالدها جورج ديا ألونزو هيبرد (1831-1870)، ووالدتها مارجريت إي. دومينيك هيبرد (مارفن). سرعان ما انتقلت عائلتها إلى مدينة آيوا، حيث أقام والدها، المبشر والمشرع الإقليمي لاحقًا، كنيسة مشيخة جديدة. حصلت هيبرد على شهادة بكالوريس في الهندسة المدنية في جامعة آيوا في عام 1882. كانت عضوًا في الأخويات باي بيتا فاي. وكانت هيبرد أول امرأة «تخرجت من قسم الهندسة المدنية في الجامعة»، وفقًا للمستندات في مكتبة جامعة آيوا.
واستأنفت هيبرد دراستها بالمراسلة وحصلت على شهادة الماجستير من جامعة آيوا عام 1885. وأخيرًا، حصلت مرة أخرى، بالمراسلة، على الدكتوراة في العلوم السياسية من جامعة إلينوي ويسليان عام 1893.
شقت هيبرد طريقها غربًا عام 1882 إلى شايان، قبل ثمانية أعوام من أن تصبح وايومنغ ولاية عام 1890. وصلت هيبرد إلى العاصمة المستقبلية برفقة والدتها وإخوتها؛ فريد، ولوكوود وأختها أليس. وأصبحت جزءًا من الساحة الاجتماعية مع الشباب الآخرين في نادي شايان الذي شيد حديثًا، حيث كان البارونات، أوروبيون أثرياء غالبًا، مسيطرين على شايان. غير أن العنف العام والقسوة ما زالا شائعين. كانت عصابات رعاة البقر المشاكسين، الذين يحملون البنادق في الحانات، وبائعات الهوى يمارسون تجارتهم علنًا، في دور البغاء المعمولة أحيانًا عندما يكون وسط المدينة صاخبًا. وكان المواطنون معروفين بقيامهم بنوع عقاب خاص، إذا خرجت الأمور عن السيطرة. على سبيل المثال، في عام 1883، أعدم حشد من الناس قاتلًا منهم، تاركين إياه معلقًا من عمود هاتف في شايان.

## أمينًا للجامعة
في عام 1891، رحبت غريس هيبرد بتوصية عضو مجلس الشيوخ الجمهوري الأمريكي في شايان، جوزيف مال كاري، الذي عرفته منذ الطفولة، في تعيين من قبل الحاكم أموس باربر كسكرتيرة إلى عضو مجلس أمناء جامعة وايومنغ. وجدت المرأة البالغة من العمر 30 عامًا نفسها في منطقة مجهولة، بينما كانت تبحر في عالم الإدارة الجامعية، الذي يهيمن عليه الذكور. سرعان ما علمت أن رحلتها الإدارية عبر قاعات التعليم العالي لن تكون خالية من المخاطر. ولكنها من البداية، شغلت منصبها كأمين بقوة كبيرة، إذ عملت حتى عام 1903 ولكنها استمرت في عملها كسكرتيرة حتى عام 1908. سيطرت هيبرد على إدارة الجامعة لمدة 17 عامًا، ممارسة النفوذ الشاملة.

## مؤلفة
واصلت غريس هيبرد فتح آفاق جديدة عندما أصبحت أول أمين مكتبة في الجامعة. تولت دور أمين مكتبة، دون أجر، بدءًا من عام 1894. أنشأت مكتبة من بعض «أكياس من الكتب» وجدتها في غرفة صغيرة مقفلة في الجامعة. حصلت هيبرد على تعيين كأول أمين مكتبة في الجامعة في عام 1908. واستمرت في عملها كأمين مكتبة حتى عام 1919. زاد عدد الكتب المصنفة إلى 42000 مجلد في نهاية فترة عملها. بدأت مهنتها الرسمية كمدرسة صف عندما تلقت تعيينًا في عام 1906 كرئيس لقسم الاقتصاد السياسي في الجامعة.
وسعت هيبرد أنشطتها الأكاديمية لتشمل العمل في مجلس استشاري لجمعية وايومنغ التاريخية. ساعدها هذا الانضمام في توجيهها نحو سعيها البحثي الجديد، متولية رسم طريق وايومنغ إلى مسلك أوريغون وطرق رائدة أخرى. تضمن عمل هيبرد رسم خرائط للمسارات القديمة في وايومنغ، وخاصة في مسلك أوريغون. ومع ذلك، فقد ساهمت بما هو أكثر من رسم الخرائط. بدأت هيبرد بجمع الوثائق التاريخية وغيرها من المواد المتعلقة بتاريخ وايومنغ.

## الأمْركة
من بين كل إنجازات غريس هيبرد، ذكرت أنها تقدر عملها في الأمركة على أنه «ربما أغلى ما يكون». لاحظ الباحث فرانك فان نويس أن شهادة وايومنغ الإخبارية أفادت في عام 1935 أن شهادة الدكتور هيبرد «كانت مقبولة من المحكمة المحلية في الولايات المتحدة بدلًا من الامتحانات للحصول على الجنسية».
يقول فان نويس: «إن هذا النوع من النفوذ يوحي بأن مؤسسة غريس هيبرد للأمركة التي بدأت في عام 1916 تستحق بعض التدقيق. وفي حين أن الأدلة على عملها متجزئة، فإنه يضع هيبرد ضمن تقليد تقدمي أساسي للتفاؤل المؤهل بشأن قدرة المهاجرين على الاندماج في معايير الأنجلو-الأمريكية الثقافية.

## الأيام الأخيرة
تقاعدت غريس هيبرد من التدريس عام 1931. مع ذلك واصلت البحث وجمع المواد التاريخية في منزلها في لارامي، المعروف لدى الطلاب والزملاء باسم «ذا دكتورز إن». عاشت هيبرد في هذا المنزل، الذي بنته مع صديقتها أغنيس ويرغيلاند، التي توفيت عام 1914. ثم عاشت أخت غريس، أليس مارفن، هناك حتى وفاتها عام 1928.
توفيت هيبرد في أكتوبر 1936 عن عمر يناهز 75 عامًا. نظمت جامعة وايومنغ برنامجًا تذكاريًا على شرفها في وقت لاحق من ذلك الشهر. إن تأثير ومفعول حياة هيبرد في جزء منه، يمكن قياسه من قبل الحضور في جنازتها والمساهمين في برنامج «في الذاكرة» المكون من 50 صفحة والذي نشره زملاؤها في الكلية.